# Roberta Scuderi
Roberta Scuderi (Catania, 25 febbraio 1985) è una pallanuotista italiana.
Dal 2005 al  2008 e nel 2013 gioca per l'Orizzonte Catania, dove vince due Campionati, due Euro League e una Supercoppa LEN. Nel 2004 è al Rasula Alta, nel 2013 è alla Promogest. Nel 2017 con Torre del Grifo conquista la promozione in Serie A2.